# Wilhelm Tenhaeff

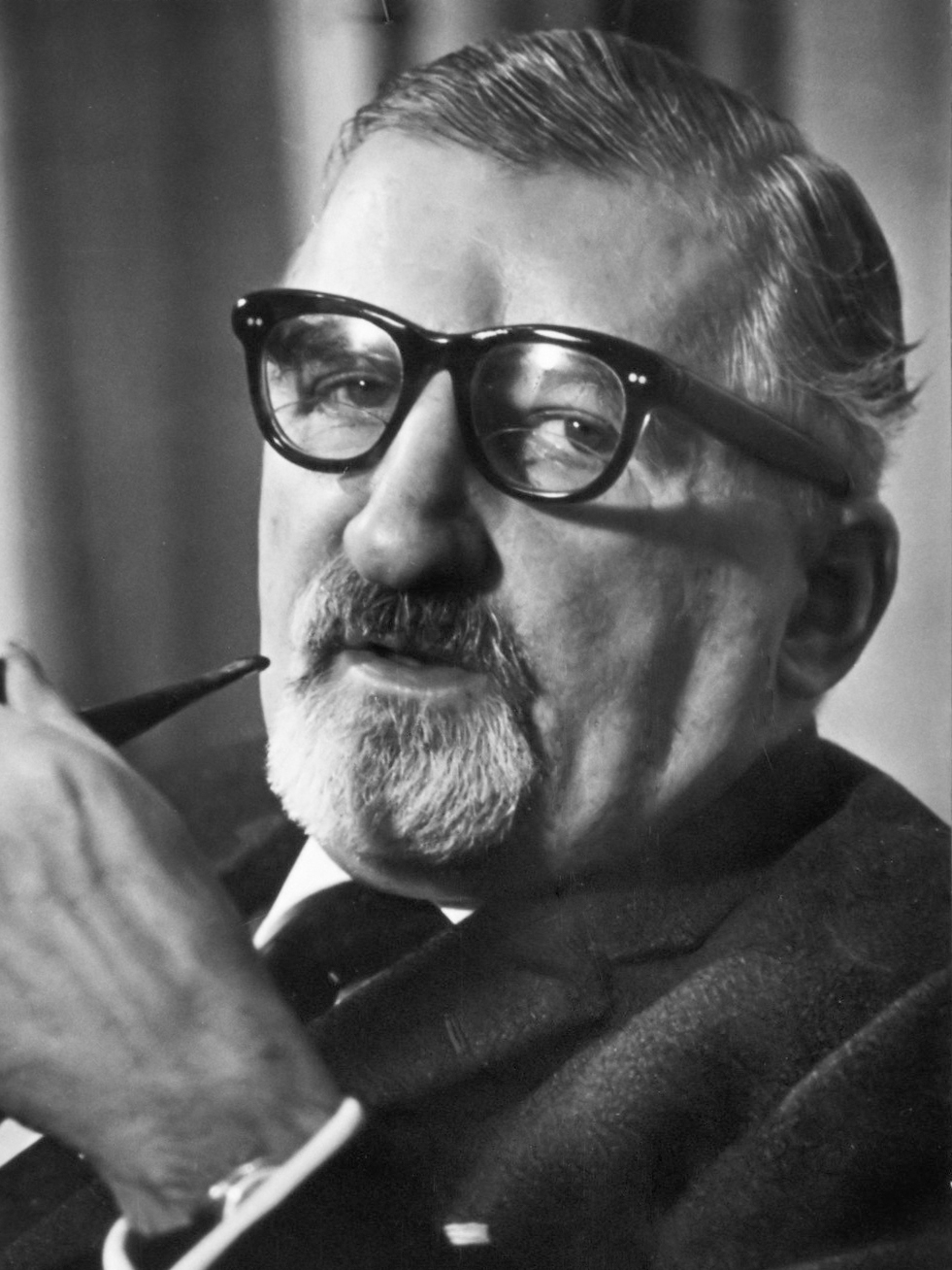
Wilhelm Tenhaeff (1964)

Wilhelm Heinrich Carl Tenhaeff (Rotterdam, 18 januari 1894 – Utrecht, 9 juli 1981) was een Nederlandse bijzonder hoogleraar parapsychologie aan de Universiteit van Utrecht van 1953 tot 1978. Met de benoeming van Tenhaeff werd voor de eerste keer een leerstoel in deze discipline ingesteld.
Tenhaeff promoveerde in 1933 in Utrecht in de psychologie bij Franciscus Roels en specialiseerde zich daarna op het gebied van de parapsychologie. Hij was medeoprichter van het Tijdschrift voor Parapsychologie en publiceerde onder andere Inleiding tot de parapsychologie (1957), Außergewöhnliche Heilkräfte (1957) en Telepathie en helderziendheid (1960). Hij gaf lezingen over spiritisme en hypnose (met demonstraties).
Tenhaeff heeft wereldwijde bekendheid gekregen doordat hij bij uitstek in de gelegenheid was de paragnost Gerard Croiset te onderzoeken. Hem wordt echter verweten een onwetenschappelijke onderzoekstijl te hebben gehanteerd en rapportages van gebeurtenissen naar eigen inzicht te hebben aangepast. In sommige gevallen zou zelfs kunnen worden gesproken van bedrog. Ondanks de goede onderzoeksmogelijkheden bestaat daarom geen betrouwbare statistiek van het scoringspercentage van Croiset.
Tenhaeffs autoritaire karakter leidde ertoe dat hij de leerstoel tot op 81-jarige leeftijd heeft bekleed, omdat hij het niet eens kon worden over zijn opvolging. In 1978 werd hij uiteindelijk opgevolgd door Henri van Praag.
Hij was naast onder meer George Zorab een belangrijke schrijver over parapsychologie.